# كريزي كليمير
كريزي كليمير (بالإنجليزية: Crazy Climber)‏، هي لعبة فيديو يابانية من نوع لعبة أكشن، عرضت اللعبة على صالات الأركيد سنة 1980، ثم أعيد إصدارها على منصات منزلية متعددة، وهي أركاديا 2001 وأتاري 2600 ونينتندو إنترتينمنت سيستم وشارب إكس68000.

## مهمة اللعبة
يقوم الشخص بهدف تسلق العمارة إلى أعلى البرج، وتجنب العوائق مثل اغلاق النوافذ وفتحها تلقائياً.